# Anambra (estado)
Anambra é um estado da Nigéria, localizado no sudoeste do país. As etnias presentes em Anambra são os ibos (98% da população) e uma pequena população de igalas (2% da população) que vivem na parte norte-ocidental do estado. O Estado foi criado em 27 de agosto de 1991. 